# Hr.Ms. Kemphaan (1943)
Hr.Ms. Kemphaan (MTB 202) ook bekend als Hr.Ms. MTB 202 was een Nederlandse motortorpedoboot. Het schip werd samen met de Gier, Stormvogel en Havik voor 115.000 Britse ponden overgenomen van de Britse marine . De Kemphaan was in Britse dienst bekend als HMS MTB 202 van het 9de M.T.B.-flottielje. Met deze vier schepen werd het totale aantal MTB's uitgebreid naar acht en had de Nederlandse marine de beschikking over haar eigen M.T.B.-flottielje. Tijdens de Tweede Wereldoorlog voerde de Kemphaan patrouilles uit op het Kanaal.
In de nacht van 26 op 27 september 1943 was de Kemphaan samen met de Valk en Stormvogel betrokken bij de succesvolste actie van de Nederlands motortorpedoboten. Naast de Nederlandse MTB's waren de Britse MGB's MGB 108, MGB 116 en MGB 118 betrokken bij de actie. Bij deze actie werd op 15 zeemijl ten zuiden van Boulogne-sur-Mer en ongeveer 1 zeemijl uit de Franse kust een Duits konvooi aangevallen. Bij deze aanval wisten de Nederlandse motortorpedoboten en de Britse motorkanonneerboten de drie vijandige schepen tot zinken te brengen, namelijk het patrouilleschip V 1501 en de transportschepen Madali (3.019 ton) en Jungingen (800 ton).
De uitdienststelling van de Kemphaan op 16 december 1944 was een gevolg van het overplaatsen van manschappen van de motortorpedobootdienst naar de havendetachementen in bevrijd Nederland. Ruim een jaar later, in februari 1946, werd het schip verkocht.